# Bandidismo organizado

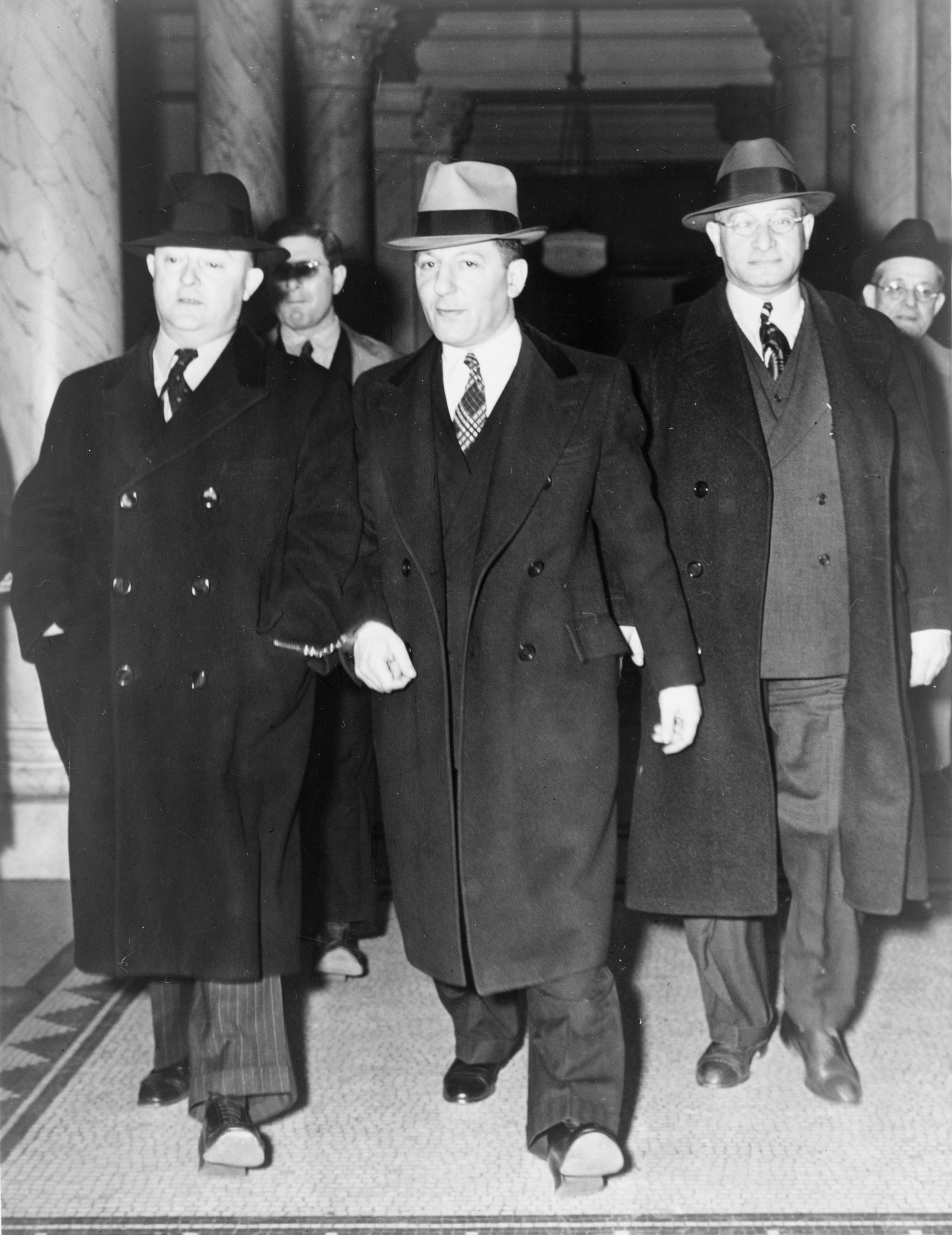
El mafioso Louis Buchalter (centro) entrando a los juzgados en 1939 o 1940.

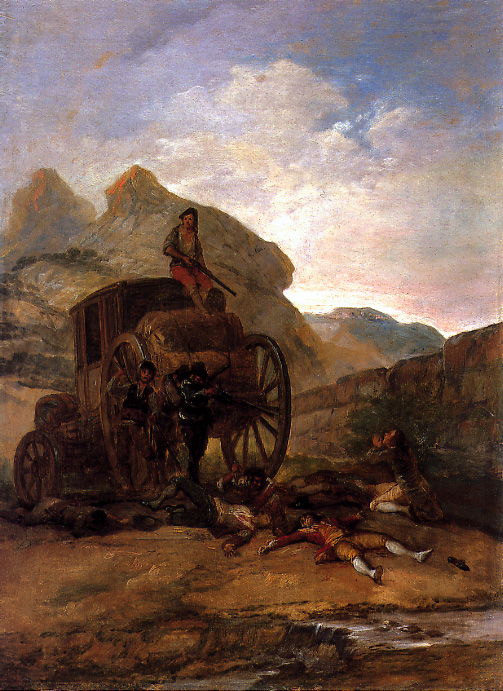
Asalto de ladrones, de Francisco de Goya (1794).

El término bandidismo o bandolerismo designa el conjunto de actos criminales ejecutados de manera organizada y sistemática. Puede ser considerado como sinónimo de gansterismo, término derivado del inglés gang (mafia o pandilla).

## Bandolerismo en el arte
En más de una ocasión el arte se ha ocupado del tema, como en los cuadros Asalto de ladrones (1794) y Asalto al coche (1787).
En particular, el cine ha llevado a la gran pantalla historias sobre pandillas, sobre patotas, sobre maras, sobre mafias, las que en muchos casos plantean bien las problemáticas sociales y culturales involucradas. Por ejemplo, en las películas Los ladrones viejos: Las leyendas del artegio (2007), La patota, ¡Salvaje! (1953), West Side Story o El padrino